# Лизес, Шарлотта
Шарлотта Лизес (фр. Charlotte Lysès; 1877 — 1956) —  французская актриса  театра и кино.

## Биография
Родилась 	17 мая  1877 года в Париже под именем Шарлотта Августина Гортензия Лежен (фр. Charlotte Augustine Hortense Lejeune).
Наибольшей известности на театральной сцене достигла в начале 1900-х, оставаясь на вершине популярности на протяжении трёх десятилетий. Наибольшее число ролей Шарлотта Лизес сыграла на сценах Театра Ренессанса (Théâtre de la Renaissance, Paris), Театра Капуцинов (Théâtre des Capucines), Театра Комедии Рояль (Comédie-Caumartin) и Театр Буфф-Паризьен
В 1930-е Лизес решает попробовать свои силы в кино, где сыграла около двух десятков ролей.
С 1907 по 1918 год  она была женой французского писателя, актёра, режиссёра и продюсера Саша Гитри, который был младше супруги на восемь лет.
Свадьба проходила в Онфлёре на вилле отца Гитри, который ранее был любовником Шарлотты.
Умерла 7 апреля 1956 года.

## Избранная фильмография
- 1933 — Дама от Максима
- 1936 — Брайтонские близнецы
- 1936 — Огненные ночи
- 1937 — Жиголетта
- 1938 — Катя
- 1942 — Понкарраль, полковник империи
- 1942 — Свадьба по любви